# Хупол (Илиноис)
Хупол (енгл. Hooppole) град је у америчкој савезној држави Илиноис.

## Демографија
По попису из 2010. године број становника је 204, што је 42 (25,9%) становника више него 2000. године.
| Група             | 2000.       | 2010.       |
| Белци             | 150 (92,6%) | 190 (93,1%) |
| Афроамериканци    | 1 (0,6%)    | 0 (0,0%)    |
| Азијати           | 0 (0,0%)    | 0 (0,0%)    |
| Хиспаноамериканци | 12 (7,4%)   | 13 (6,4%)   |
| Укупно            | 162         | 204         |